# Chiến tranh Nha phiến

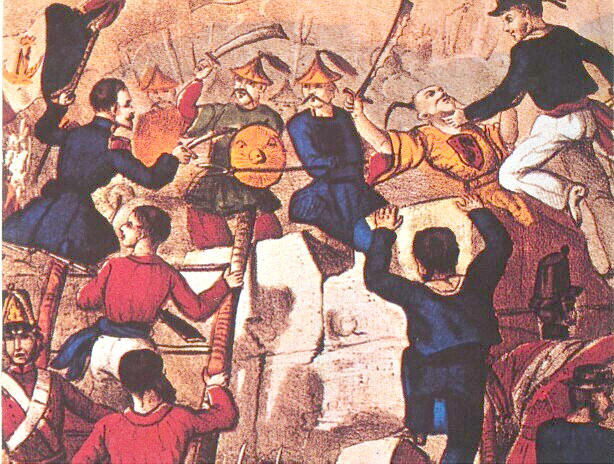
Chiến sự tại Quảng Châu trong thời kỳ Chiến tranh Nha phiến lần thứ hai

Chiến tranh Nha phiến (giản thể: 鸦片战争; phồn thể: 鴉片戰爭; bính âm: Yāpiàn Zhànzhēng), hay Các cuộc chiến Anh-Trung là hai cuộc chiến xảy ra giữa thế kỷ 19 (1840 – 1843 và 1856 – 1860) gây nên xung đột kéo dài giữa Trung Quốc dưới triều Mãn Thanh và đế quốc Anh. Trong cuộc chiến lần thứ hai, Nga và Hoa Kỳ đã liên minh với Anh để tấn công Trung Quốc.
Nguyên do cuộc chiến xung quanh việc chính phủ Anh đòi quyền tự do buôn bán nha phiến từ Ấn Độ thuộc Anh sang Trung Quốc trong khi nhà Mãn Thanh có lệnh nghiêm cấm.
Trung Quốc hoàn toàn thất bại trong hai cuộc chiến với hậu quả phải công nhận thương quyền buôn nha phiến của ngoại quốc. Hơn nữa triều đình Mãn Thanh phải ký các hiệp ước bất bình đẳng, chịu mở nhiều cảng cho các nước ngoài vào thông thương. Hồng Kông thì bị cắt làm nhượng địa cho đế quốc Anh. Nhiều nước đế quốc (Đức, Pháp, Nhật, Nga,...) khác theo chân nước Anh và đã buộc Trung Quốc phải chấp nhận nhiều điều kiện bất bình đẳng ngay trên đất Trung Quốc. Mối nhục này của triều đình Mãn Thanh trước các cường quốc Tây phương là ngòi lửa góp phần cho cuộc khởi nghĩa Thái Bình Thiên Quốc (1850 - 1864), rồi Nghĩa Hòa Đoàn (1899 - 1901) và cuối cùng là Cách mạng Tân Hợi, kết thúc thời đại phong kiến Mãn Thanh (1911).

## Đề tài phim ảnh
Năm 1997 bộ phim The Opium War (Yapian Zhanzheng) lấy đề tài chiến tranh nha phiến này làm bối cảnh qua sự hợp tác giữa Trung Quốc và Hoa Kỳ đã được một số giải thưởng tại LHP Kim Kê và LHP Montréal.